# Rio Pau Seco (vattendrag i Brasilien)
Rio Pau Seco är ett vattendrag i Brasilien.   Det ligger i delstaten Tocantins, i den centrala delen av landet, 400 km norr om huvudstaden Brasília.
Omgivningarna runt Rio Pau Seco är huvudsakligen savann. Trakten runt Rio Pau Seco är nära nog obefolkad, med mindre än två invånare per kvadratkilometer.